# سوتلانا ابروسیمووا
سوتلانا ابروسیمووا (روسی: Светлана Олеговна Абросимова؛ زادهٔ ۹ ژوئیهٔ ۱۹۸۰) بازیکن بسکتبال اهل اتحاد جماهیر شوروی سوسیالیستی است.
وی در مسابقات کشوری و بین‌المللی در مجموع برندهٔ ۲ مدال طلا، ۴ مدال نقره، ۲ مدال برنز شده‌است.